# دریای میرتو

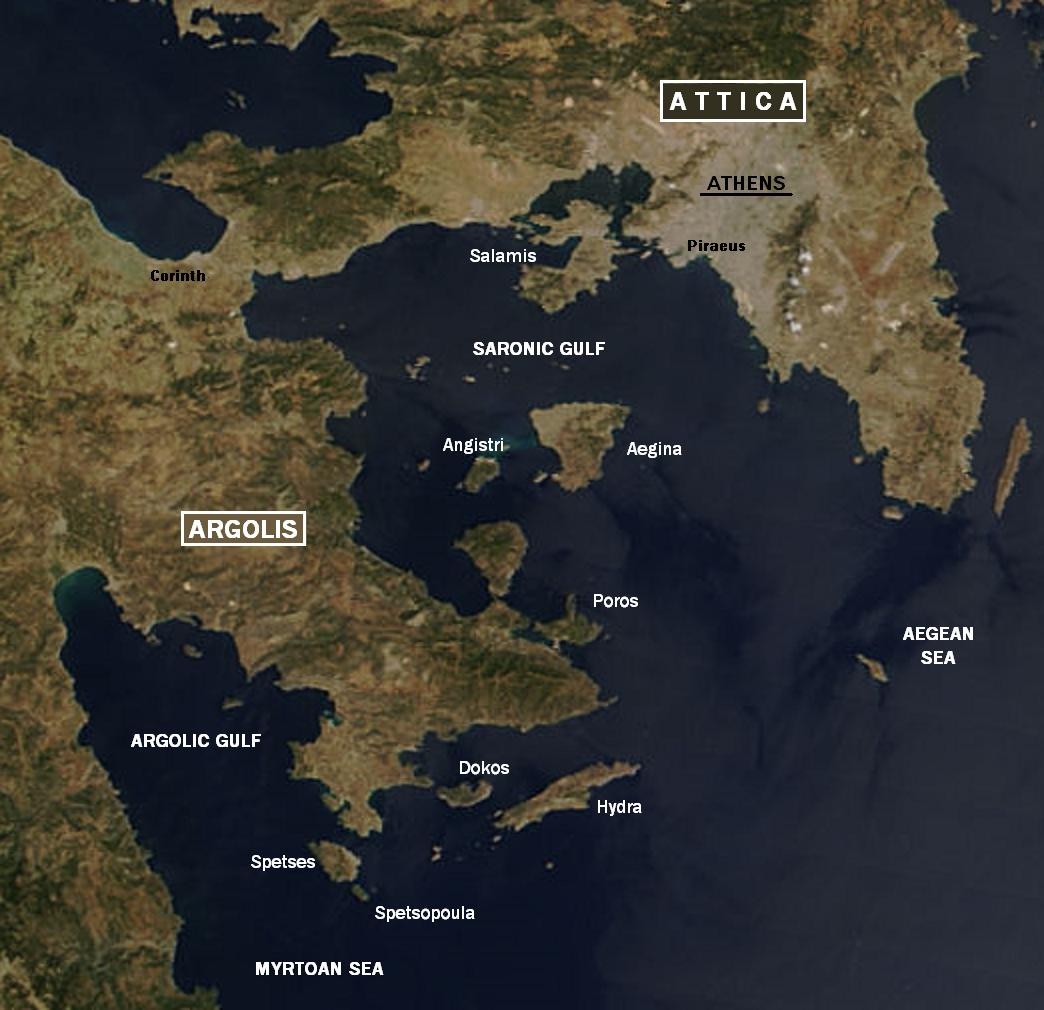
موقعیت دریای میرتو

دریای میرتو (به یونانی: Mυρτώο Πέλαγος، میرتو پلاگوس) بخشی از آب‌های دریای مدیترانه است که بین جزایر کیکلاد و شبه‌جزیره پلوپونز قرار دارد. همچنین آن را بخشی از دریای اژه می‌دانند که در جنوب جزیره ائوبویا، آتیک و آرگولیس واقع شده‌است. خلیج سارونیک و خلیج آتیک در بین کانال کورینس و این دریا قرار دارند.

## نامگذاری
در روایات است که دریای میرتو به یاد میرتیلوس، قهرمان اساطیری که پلوپس از سر خشم او را به این دریا افکند چنین نامیده شده‌است. در عین حال نام آن را به دوشیزه‌ای به‌نام میرتو نیز نسبت داده‌اند. همچنین گفته می‌شود که دریای میرتو نامش را از جزیرهٔ کوچک میرتوس گرفته‌است.

## دریای میرتو در منابع کلاسیک
- هوراس، شاعر رومی در خط چهاردهم از کتاب اول کارمینا به نام «Mare Myrtoum» (دریای میرتو) اشاره کرده‌است.
- پلینیوس، طبیعیدان و نویسندهٔ رومی دریای میرتو را بخشی از دریای اژه دانسته است.
- استرابون، تاریخ‌نگار و جغرافی‌دان یونانی با تمایز گذاشتن بین میرتو و اژه نگاشته است که دریای اژه در دماغهٔ سونیوم در آتیک به پایان می‌رسد.